# Cambernon
Cambernon est une commune française, située dans le département de la Manche en région Normandie, peuplée de 693 habitants.

## Géographie

### Localisation
Couvrant 1 701 hectares, le territoire de Cambernon est le plus étendu du canton de Coutances.
| Monthuchon        | Saint-Sauveur-Lendelin | Montcuit |
| Monthuchon        | Cambernon              | Camprond |
| Coutances, Courcy | Courcy                 | Belval   |

### Hydrographie
La commune est située dans le bassin Seine-Normandie. Elle est drainée par la Taute, le Foulbec, le Prepont, le cours d'eau 01 de la commune de Cambernon, le cours d'eau 01 de la commune de Monthuchon, le cours d'eau 02 de la commune de Cambernon, le cours d'eau 05 de la Masure, le fossé 04 de la commune de Cambernon et un autre petit cours d'eau,.
La Taute, d'une longueur de 40 km, prend sa source dans la commune  et se jette  dans la Douve à Carentan-les-Marais, après avoir traversé 13 communes. 

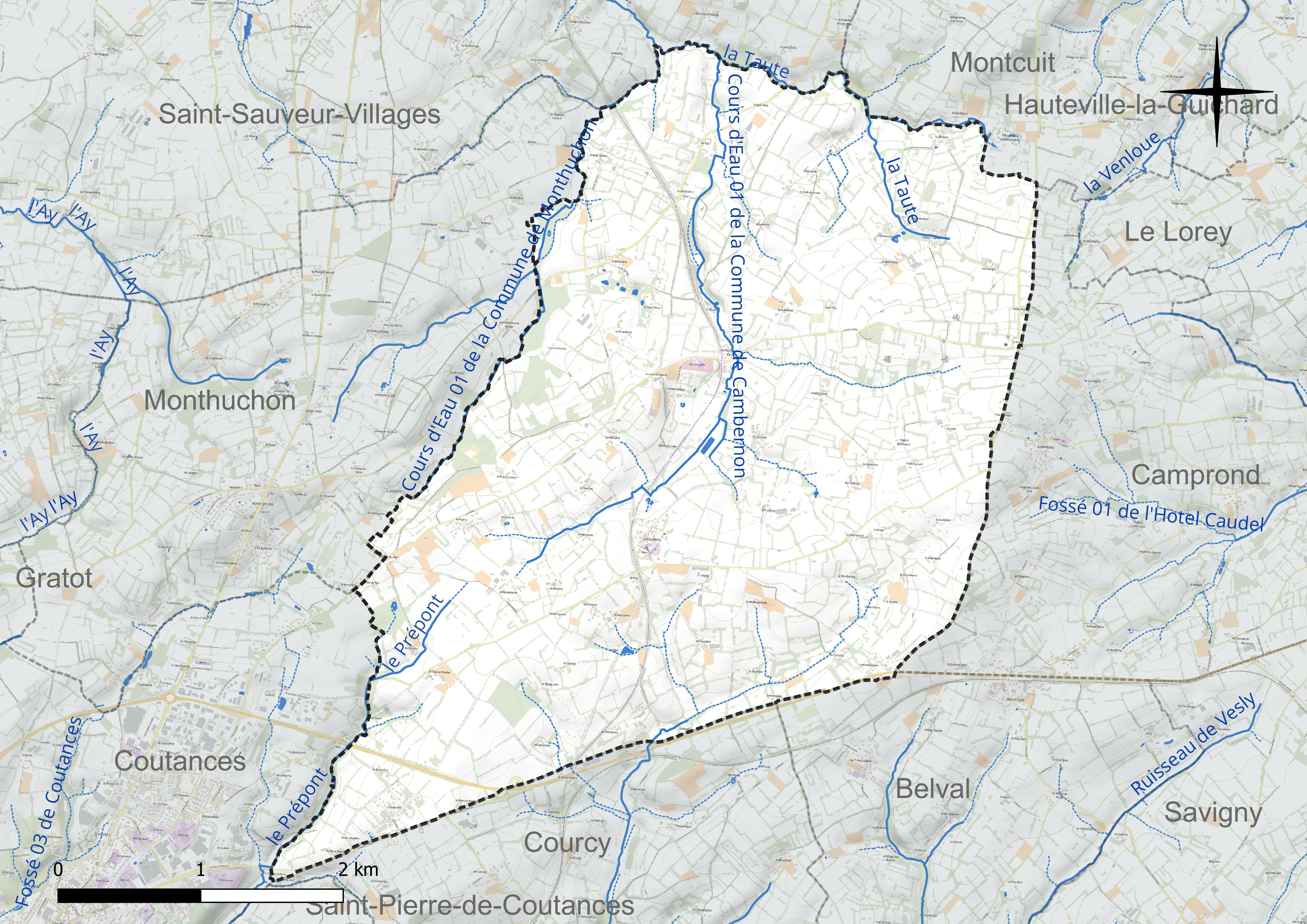
Réseau hydrographique de Cambernon.

### Climat
Pour des articles plus généraux, voir Climat de la Normandie et Climat de la Manche.
En 2010, le climat de la commune est de type climat océanique franc, selon une étude du CNRS s'appuyant sur une série de données couvrant la période 1971-2000. En 2020, Météo-France publie une typologie des climats de la France métropolitaine dans laquelle la commune est exposée à un climat océanique et est dans la région climatique  Normandie (Cotentin, Orne), caractérisée par une pluviométrie relativement élevée (850 mm/a) et un été frais (15,5 °C) et venté. Parallèlement le GIEC normand, un groupe régional d’experts sur le climat, différencie quant à lui, dans une étude de 2020, trois grands types de climats pour la région Normandie, nuancés à une échelle plus fine par les facteurs géographiques locaux. La commune est, selon ce zonage, exposée à un « climat maritime », correspondant au Cotentin et à l'ouest du département de la Manche, frais, humide et pluvieux, où les contrastes pluviométrique et thermique sont parfois très prononcés en quelques kilomètres quand le relief est marqué.
Pour la période 1971-2000, la température annuelle moyenne est de 10,8 °C, avec une amplitude thermique annuelle de 11,6 °C. Le cumul annuel moyen de précipitations est de 942 mm, avec 15,4 jours de précipitations en janvier et 9,2 jours en juillet. Pour la période 1991-2020, la température moyenne annuelle observée sur la station météorologique la plus proche, située sur la commune de Coutances à 6 km à vol d'oiseau, est de 11,7 °C et le cumul annuel moyen de précipitations est de 1 092,8 mm,. Pour l'avenir, les paramètres climatiques de la commune estimés pour 2050 selon différents scénarios d’émission de gaz à effet de serre sont consultables sur un site dédié publié par Météo-France en novembre 2022.

## Urbanisme

### Typologie
Au 1er janvier 2024, Cambernon est catégorisée commune rurale à habitat très dispersé, selon la nouvelle grille communale de densité à sept niveaux définie par l'Insee en 2022.
Elle est située hors unité urbaine. Par ailleurs la commune fait partie de l'aire d'attraction de Coutances, dont elle est une commune de la couronne,. Cette aire, qui regroupe 37 communes, est catégorisée dans les aires de moins de 50 000 habitants,.

### Occupation des sols
L'occupation des sols de la commune, telle qu'elle ressort de la base de données européenne d’occupation biophysique des sols Corine Land Cover (CLC), est marquée par l'importance des territoires agricoles (97,8 % en 2018), une proportion identique à celle de 1990 (97,8 %).
La répartition détaillée en 2018 est la suivante : prairies (80,8 %), terres arables (15,5 %), forêts (2,2 %), zones agricoles hétérogènes (1,6 %).
L'évolution de l’occupation des sols de la commune et de ses infrastructures peut être observée sur les différentes représentations cartographiques du territoire : la carte de Cassini (XVIIIe siècle), la carte d'état-major (1820-1866) et les cartes ou photos aériennes de l'IGN pour la période actuelle (1950 à aujourd'hui).

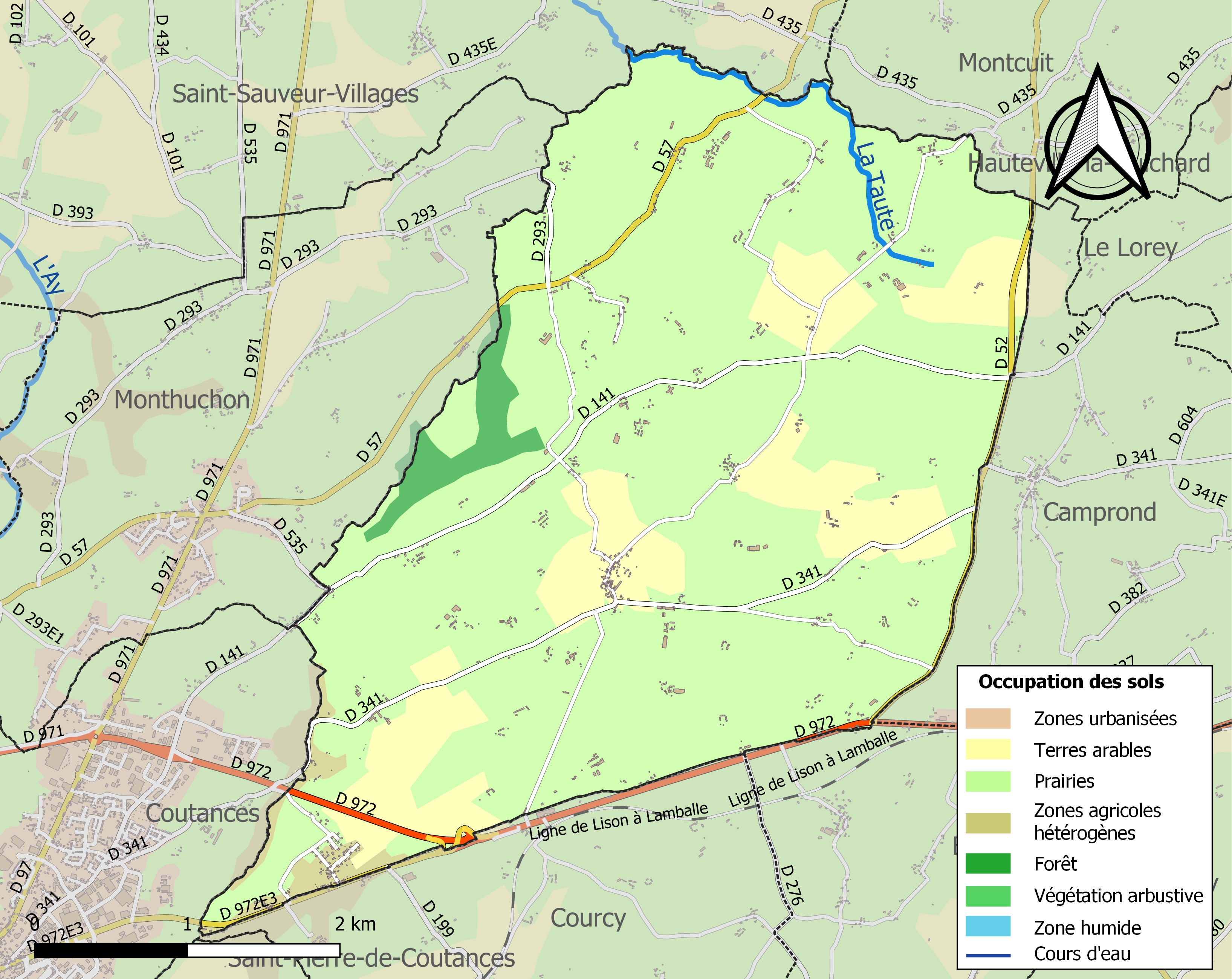
Carte des infrastructures et de l'occupation des sols de la commune en 2018 (CLC).

## Toponymie
Le nom de Cambernon est initialement attesté sous les formes Campo Bernulfi (s.d.), puis Camb[er]nolf et Campbernolf en 1203, Camberno (s.d.), et Campus Bernonis en 1300.
Il représente « le champ (c'est-à-dire la terre mise en culture) de Bernulf ». Ce dernier nom, d'origine germanique continentale, a pu se confondre avec son équivalent anglo-saxon Beornwulf, ou encore représenter la réfection éventuelle du scandinave Björnúlfr. Ces trois variantes sont issues du type germanique Bernwulf, combinaison des éléments bern- « ours » et -wulf « loup ».
La forme en -bernon n'apparaît qu'à la fin du XIIIe siècle (Chambernon c. 1280), et se substitue à la précédente. Elle représente la forme romane de Berno, hypocoristique de Bernwulf et, d'une manière générale, de tous les noms de type germanique dont le premier élément est bern-. C'est cette dernière forme du toponyme que René Lepelley interprète par « le terrain de Bernon ».
Le gentilé est Cambernonnais.

## Histoire
Un seigneur de Cambernon est au côté de Guillaume le Conquérant à Hastings en 1066. Une famille de ce nom s'établit en Angleterre. Des chercheurs anglais ont établi un lien avec la famille écossaise des Cameron. 
La seigneurie était la possession à la fin du XVIe siècle d'Hervé de Carbonnel, puis par la suite passa dans les mains de la famille Michel, puis dans celles de Martinvast.
Jacques Michel, écuyer, était sieur de Belouze (cf. Le Lorey), Cambernon, Isigny et Marivaux à Cambernon et possédait le fief du Lorey. Il avait épousé, en 1673, Marie Anne Le Trésor, fille de Nicolas Le Trésor, écuyer, sieur de la Beslerie. Leur fils, Charles Michel (1678-1712), seigneur de Camprond, Cambernon et autres lieux fut gouverneur de la ville de Coutances, et épousa Élisabeth de la Vieuville. Leur fils, François-Louis Michel sieur de Cambernon sera, page du roi, puis seigneur de Camprond et de la Vieuville.
La commanderie de Valcanville possédait à Cambernon des biens qui passèrent des Templiers aux chevaliers de Saint-Jean-de-Jérusalem.

## Politique et administration
| Période                                  | Période       | Identité          | Étiquette | Qualité                                                  |
| ---------------------------------------- | ------------- | ----------------- | --------- | -------------------------------------------------------- |
| 1931                                     | 1950          | Alphonse Jean     |           |                                                          |
| 1950                                     | 1959          | Pierre Sébire     |           |                                                          |
| 1959                                     | 1969          | Eugène Briard     |           |                                                          |
| 1969                                     | 1970 (6 mois) | Joseph Périers    |           |                                                          |
| 1970                                     | 1983          | Alexandre Hélaine |           |                                                          |
| 1983                                     | mars 2001     | Claude Leroy      |           |                                                          |
| mars 2001                                | mars 2008     | Émile Alexandre   |           |                                                          |
| mars 2008                                | En cours      | Philippe Vaugeois | DVD       | Salarié MSA, vice-président de la communauté de communes |
| Les données manquantes sont à compléter. |               |                   |           |                                                          |

Le conseil municipal est composé de quinze membres dont le maire et trois adjoints.

## Équipements et services publics

### Enseignement
Cambernon possède une école primaire, trois établissements éducatifs.

## Population et société

### Démographie
L'évolution du nombre d'habitants est connue à travers les recensements de la population effectués dans la commune depuis 1793. Pour les communes de moins de 10 000 habitants, une enquête de recensement portant sur toute la population est réalisée tous les cinq ans, les populations de référence des années intermédiaires étant quant à elles estimées par interpolation ou extrapolation. Pour la commune, le premier recensement exhaustif entrant dans le cadre du nouveau dispositif a été réalisé en 2008.
En 2022, la commune comptait 693 habitants, en évolution de −4,02 % par rapport à 2016 (Manche : −0,31 %, France hors Mayotte : +2,11 %).
Cambernon a compté jusqu'à 1 532 habitants en 1821.
| 1793  | 1800  | 1806  | 1821  | 1831  | 1836  | 1841  | 1846  | 1851  |
| ----- | ----- | ----- | ----- | ----- | ----- | ----- | ----- | ----- |
| 1 138 | 1 377 | 1 506 | 1 532 | 1 446 | 1 371 | 1 365 | 1 356 | 1 390 |

| 1856  | 1861  | 1866  | 1872  | 1876  | 1881  | 1886  | 1891 | 1896 |
| ----- | ----- | ----- | ----- | ----- | ----- | ----- | ---- | ---- |
| 1 288 | 1 247 | 1 210 | 1 155 | 1 121 | 1 309 | 1 018 | 943  | 888  |

| 1901 | 1906 | 1911 | 1921 | 1926 | 1931 | 1936 | 1946 | 1954 |
| ---- | ---- | ---- | ---- | ---- | ---- | ---- | ---- | ---- |
| 821  | 832  | 873  | 766  | 745  | 777  | 794  | 808  | 786  |

| 1962 | 1968 | 1975 | 1982 | 1990 | 1999 | 2006 | 2008 | 2013 |
| ---- | ---- | ---- | ---- | ---- | ---- | ---- | ---- | ---- |
| 800  | 720  | 701  | 640  | 691  | 696  | 698  | 698  | 735  |

| 2018 | 2022 | - | - | - | - | - | - | - |
| ---- | ---- | - | - | - | - | - | - | - |
| 699  | 693  | - | - | - | - | - | - | - |

Taux de chômage (2007) : 7 %.
Revenus moyens par ménages (2004) : 13 915 €/an.

### Manifestations culturelles et festivités
La commune dispose d'une vie associative riche avec un club d'anciens, la société de chasse et un comité des fêtes.
L'Entente Cambernon-Courcy fait évoluer une équipe de football en division de district.

## Économie
L'activité principale est liée à l'agriculture et plus particulièrement l'élevage de bovins, notamment de race normande, pour la production de lait. Néanmoins, des races moins mixtes ont pris place : hollandaise, Prim'Holstein.
Quelques éleveurs ont des élevages de races de viande (limousine, charolaise, Maine-Anjou…).
Le nombre de fermes diminue et leur taille augmente.
Les principales cultures sont le maïs qui est ensilé à l'automne pour les bovins. Il y a peu de maïs grain produit car trop peu de rendement.
Le blé, présent depuis toujours dans cette région, est de plus en plus semé à l'automne pour être récolté vers le 15 août. Une bonne année, un agriculteur peut espérer 80 quintaux.
Il n'y a ni seigle, ni lin de semé dans cette région, seulement quelques parcelles d'orge. On ne plante pas de pommes de terre ou betteraves car l'automne est souvent trop pluvieux pour espérer retourner dans les champs en cette saison.
Le parc de logement du territoire se situe aux alentours de 18 résidences secondaires et 255 résidences principales. Une activité importante est également réalisée par le secteur médico-social qui est présent sur Cambernon au travers d'un EHPAD de 35 places appartenant au Groupe Résalia-MS spécialisé dans l'aide à la gestion et au conseil des maisons de retraite. Ce groupe gère quatre établissements en Normandie.
Plusieurs artisans ont leur activité sur la commune.

## Culture locale et patrimoine

### Lieux et monuments
- Église Notre-Dame-en-l'Assomption des XIIIe – XIXe siècles, avec clocher-porche à voûte d'ogives, avant-porche gothique, boiseries et retable du XVIIIe. Une Vierge à l'Enfant et une statue de saint Martin du XIVe sont classées au titre objet aux monuments historiques[43]. L'église abrite également un lutrin du XVIIIe[29] et des inscriptions XVe siècle en lettres gothiques.
- Croix de cimetière en granit.
- Le calvaire du XIXe siècle à la sortie du bourg.
- Croix de chemin dite croix Burnel.
- Manoir des Réaux du XVIe siècle partiellement inscrit aux monuments historiques[44] Il se présente sous la forme d'un logis rectangulaire, avec deux tours d'angle circulaires posées en diagonale, des restes d'enceinte, et escalier intérieur.
- Manoir du Val du XVIe siècle.
- Puits en pierre.
- Cinq moulins : le Sault-Bout, le Castel, le Ridel, le Piquet et celui du Val qui s'est arrêté au début du XXe siècle[45].

Pour mémoire
- Ancien château féodal de Cambernon au lieu-dit la Motte, près de l'église[29].